# Carl Kinberg
Carl K, född den 28 augusti 1835 i Visby, död den 22 juni 1921 i Stockholm, var en svensk ämbetsman. Han var bror till Jacques, Edward och August Kinberg. Familjen tillhörde släkten Kinberg från Gotland.
Kinberg blev student vid Uppsala universitet 1854 och avlade examen till rättegångsverken 1858. Han blev kanslist i Statskontoret 1864, notarie där 1876 och var sekreterare 1884–1900. Han blev riddare av Vasaorden 1889. Kinberg blev ledamot av Kungliga Musikaliska Akademien 1895 och tillhörde Musikaliska Akademiens styrelse 1901–1915. Han skrev en jubileumsskrift om Mazerska kvartettsällskapet (1899).